# Dianthus glacialis
Dianthus glacialis är en nejlikväxtart. Dianthus glacialis ingår i släktet nejlikor, och familjen nejlikväxter.

## Underarter
Arten delas in i följande underarter:
- D. g. gelidus
- D. g. glacialis

## Bildgalleri

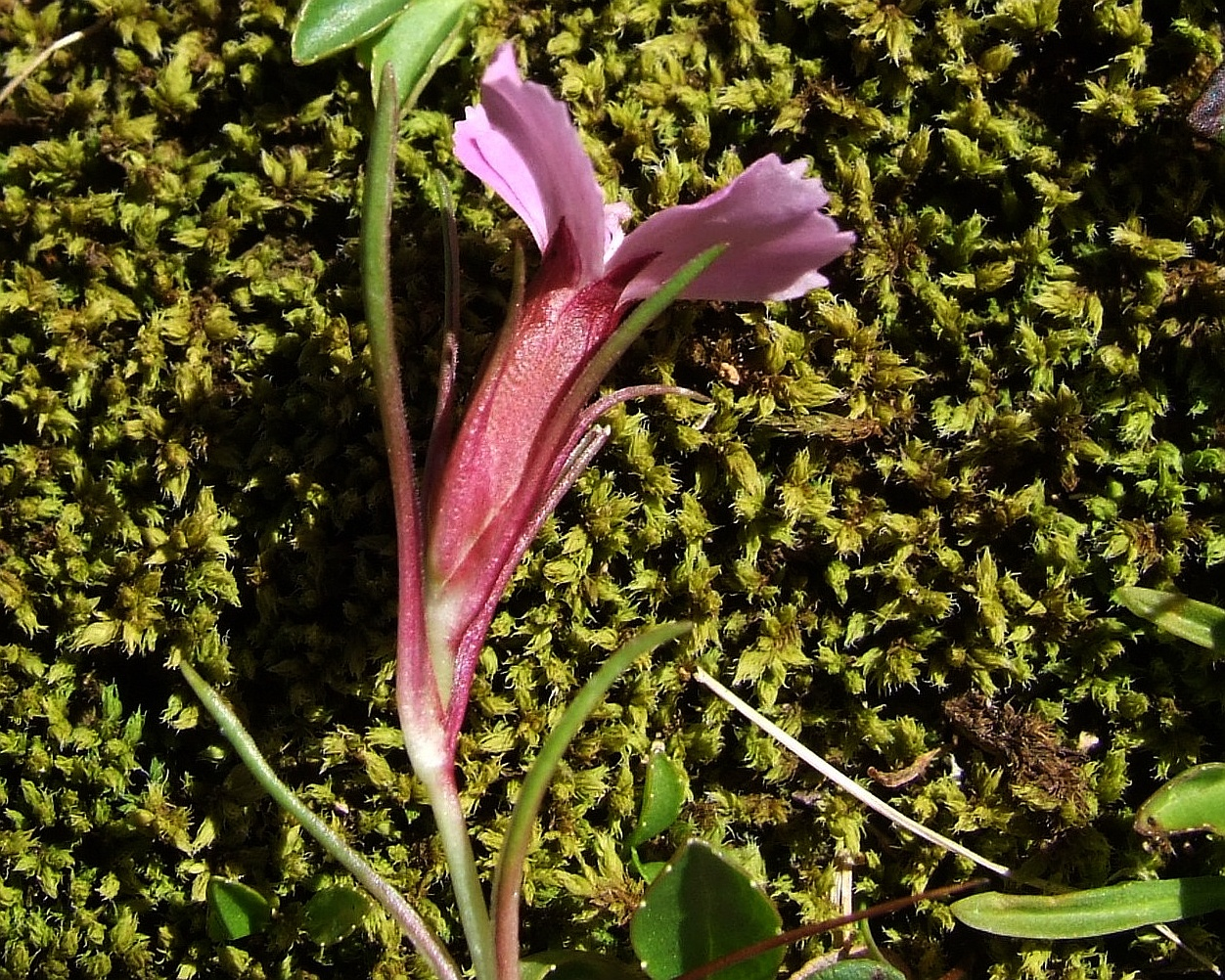
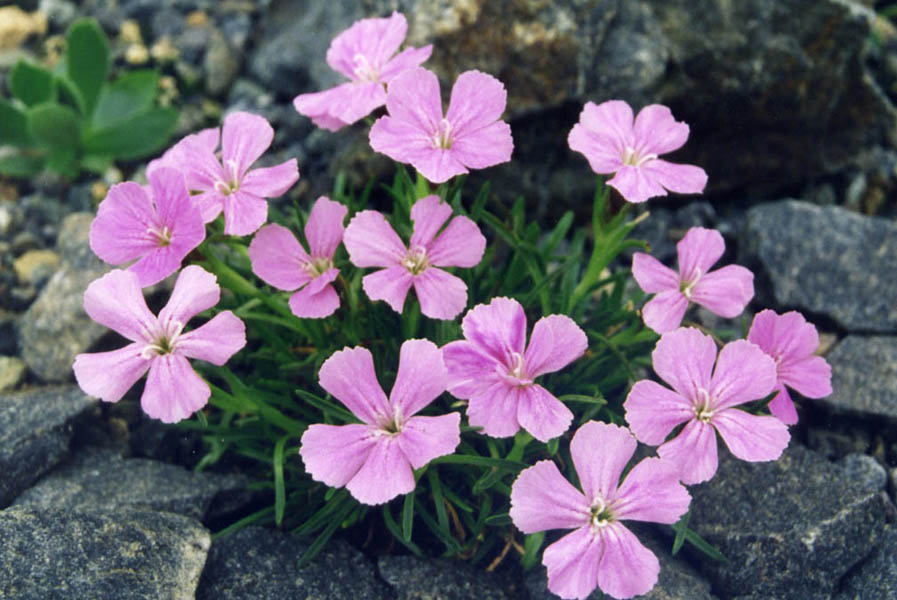
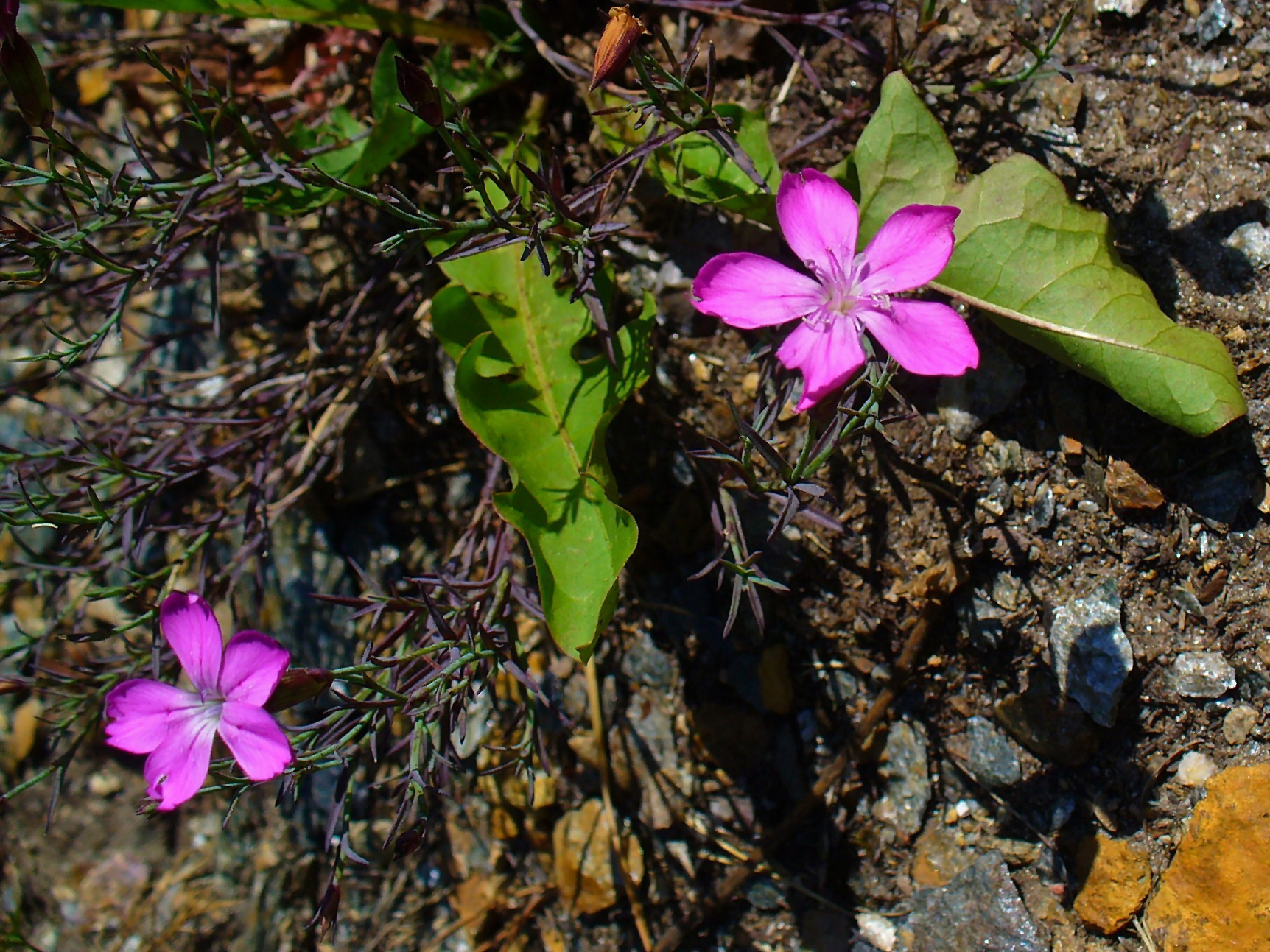
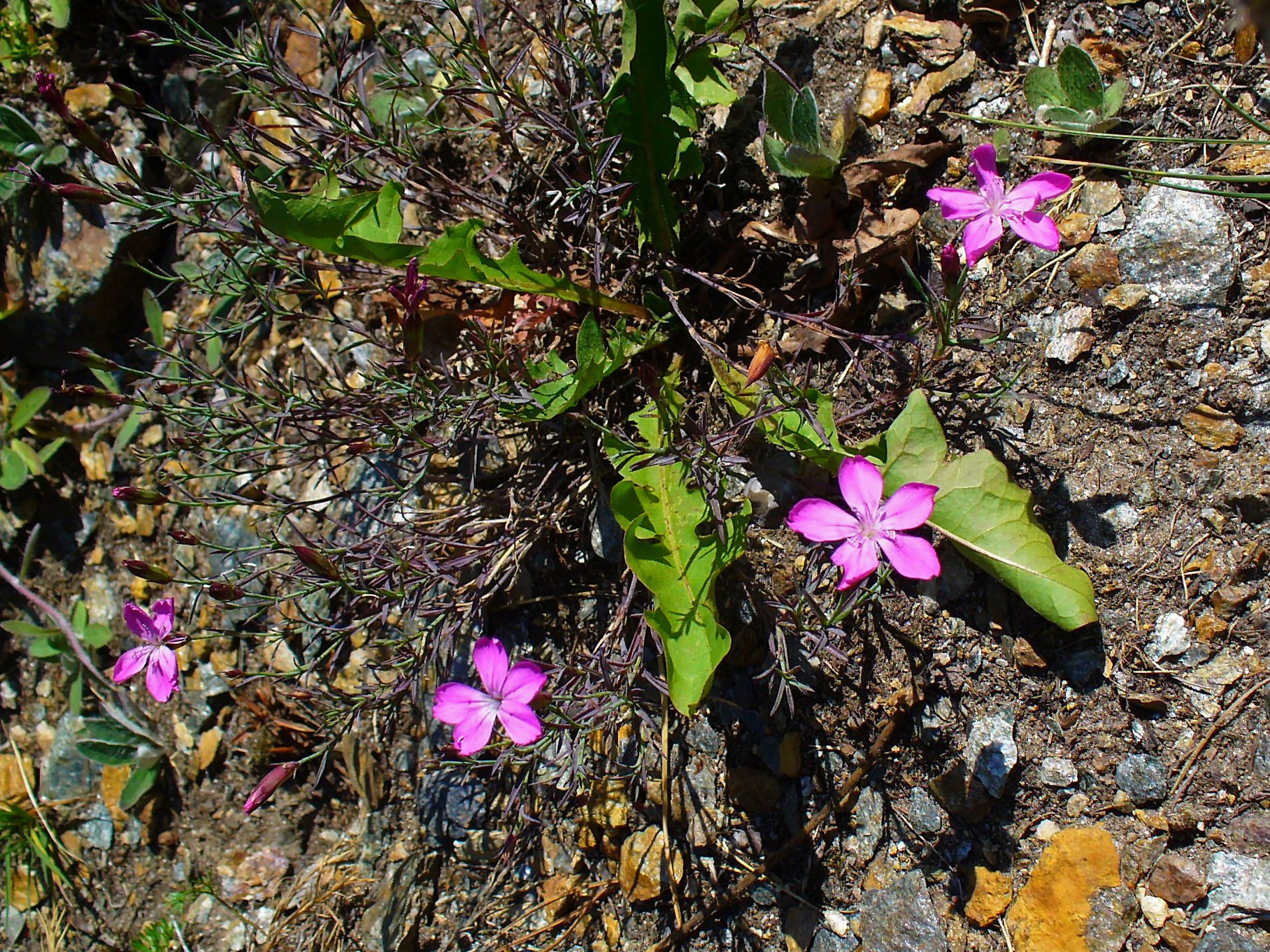
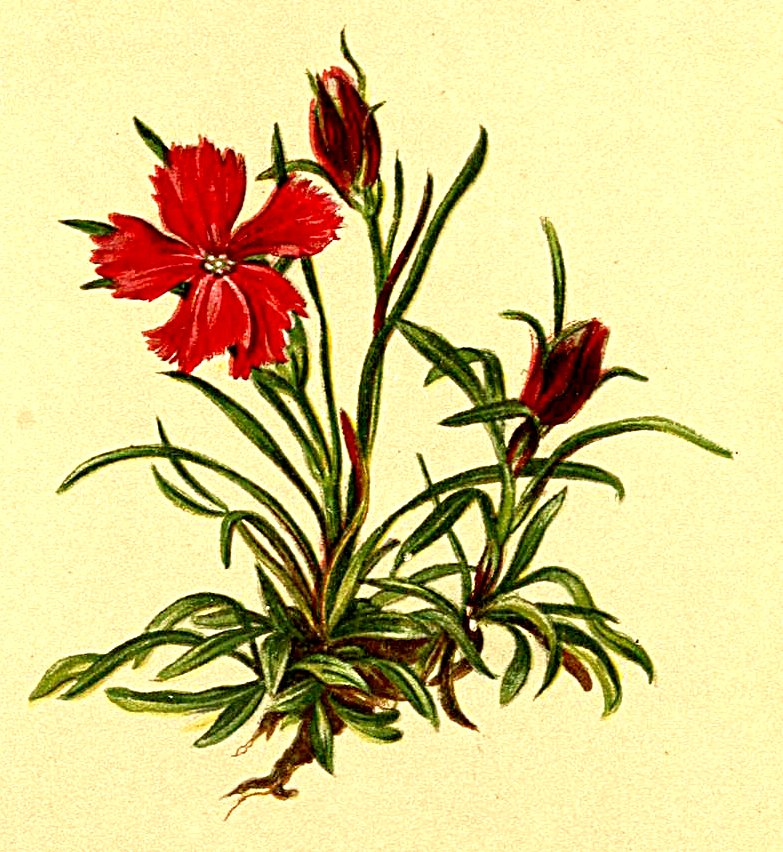
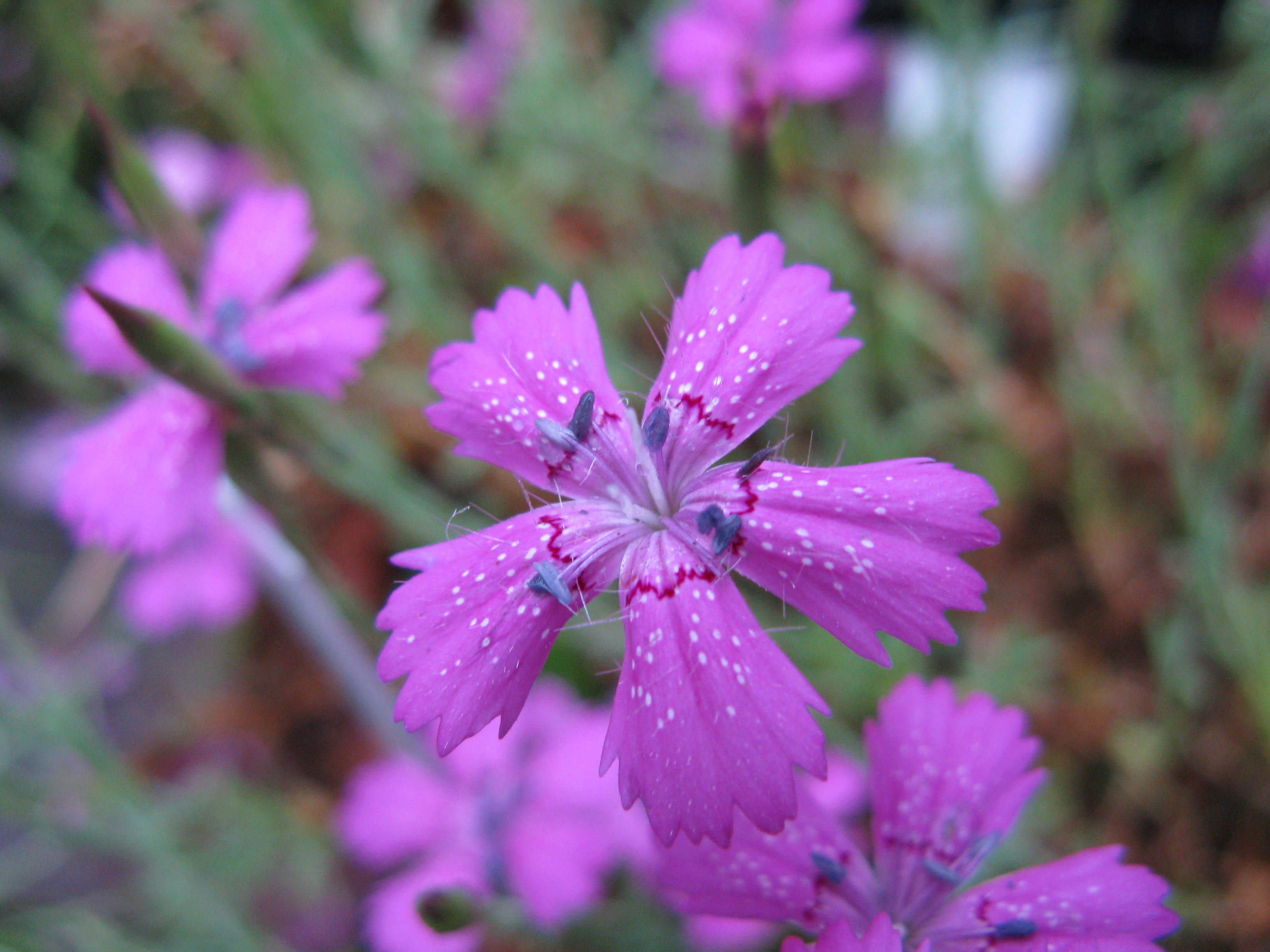